# Il fornaretto di Venezia (leggenda veneziana)

Il giovane panettiere in una scena tratta dall'omonimo film del 1923.

Il fornaretto di Venezia anche noto come La leggenda del povero fornaretto è un racconto popolare veneziano ambientato nel 1507, sotto il dominio del doge Leonardo Loredan.

## Trama
Il racconto è ambientato nella Venezia rinascimentale del 1507, nell'angolo tra calle della Mandola e il Ponte degli Assassini. All'alba, il giovane panettiere Piero Fasiol si sta recando alla sua bottega, o, secondo altre versioni del racconto, dalla sua amata Annetta per chiederle di sposarlo, quando trova una guaina d'argento e decide di farne dono ad Annetta, che però non lo accetta e gli chiede di tornare indietro a vedere se qualcuno la sta cercando.
Tornato indietro, Piero trova steso a terra il cadavere del conte Alvise Guoro (secondo altre versioni fu quando trovò il cadavere che prese con sé la guaina del pugnale colpito dalla finezza della fattura).
Il ragazzo torna da Annetta e dalla sua padrona, la signora Barbo, e le racconta ciò che è accaduto. In quel momento, bussano alle porte due guardie, che chiedono a Piero di seguirle a Palazzo di sua spontanea volontà. Il ragazzo fa come gli è stato chiesto, sicuro della sua innocenza.
Arrivato a Palazzo Ducale, il giovane Piero viene rinchiuso nei pozzi, dove urla di essere innocente. Nel buio, il ragazzo perde la cognizione del tempo, riuscendo a udire solo vagamente i rintocchi delle campane di San Marco che tengono le ore. Ad un certo punto, gli fanno visita Annetta e il suo padrone Messer Barbo, che inizia a tempestarlo di domande a cui Piero non sa dare una risposta. Il Barbo allora gli offre due azioni: confessare oppure evadere con lui quella notte stessa.
Il ragazzo sceglie di scappare e Barbo lo nasconde sotto il suo ampio mantello e lo conduce fino alla Porta della Carta; qui, l'uomo gli ordina di raggiungere il Fondaco dei Tedeschi, dove troverà protezione, prima della mezzanotte.
Il viaggio si rivela accidentato, al buio, rischiando più volte di farsi catturare dalle guardie. Una volta giunto al Fontego, però, Piero viene riconosciuto e dichiarato una spia e consegnato alle guardie, che lo rinchiudono di nuovo nei pozzi.
Il Consiglio dei Dieci, nel frattempo, si riunisce per decidere la sorte di Piero, che ora ha multiple accuse. Il giudizio è preso per votazione: Piero viene riconosciuto colpevole e condannato a morte.
Il giovane è quindi portato in Piazza San Marco, dove una grande folla assiste all'esecuzione. Il Doge Loredan in persona dà l'ordine al boia, che decapita Piero Fasiol, fornaretto di San Paternian.
Non passano però molti giorni, che, per un caso fortuito, viene individuato il vero assassino. In seguito ai rimorsi per aver condannato il povero fornaretto, le magistrature veneziane divennero molto più prudenti nel decidere sulla vita di una persona.
Secondo alcune varianti della leggenda, inoltre, tutti i conoscenti di Piero o chi lo giudicò colpevole, fecero una brutta fine: Annetta morirà povera; il conte Barbo, riconosciuto colpevole, morirà soffocato durante una cena; il Doge Loredan morirà di malattia a 86 anni; la signora Barbo morirà nel 1507 per una tubercolosi. Tutte queste morti costituiscono la maledizione del Fornaretto.

## Vicende storiche
La storia è stata più volte analizzata per capire se si tratti di leggenda o di realtà. Di vicende simili non si trova alcuna traccia nei registri della Quarantia Criminal, né in alcuna altra parte se non in una ipotetica lista dei giustiziati (con protagonista un certo Piero Tasca, per un fatto analogo nei primi anni del ‘500), compilata però tra la fine del XVIII e l’inizio del XIX secolo.
Tali vicende non sono state registrate nemmeno da Marin Sanudo, celebre cronista dell'epoca in cui si svolsero i presunti fatti.
Il racconto popolare trovò ampia diffusione anche fuori Venezia dopo la pubblicazione nel 1846 del dramma storico in 5 atti di Francesco Dall'Ongaro, che ne riprende le vicende.
Almeno quattro film sono ispirati al racconto del fornaretto:
- Il fornaretto di Venezia, regia di Mario Caserini (1907)
- Il fornaretto di Venezia, regia di Luigi Maggi (1914)
- Il fornaretto di Venezia, regia di Mario Almirante (1923)
- Il fornaretto di Venezia, regia di Duilio Coletti (1939)
- Il fornaretto di Venezia, regia di Duccio Tessari (1963)

## Curiosità
Una tradizione popolare, registrata però solo dal XIX secolo, riporta che in seguito alla presunta morte di Piero, sorse l'usanza, prima di emettere una condanna a morte, di ripetere la frase Ricordeve del poaro fornareto (Ricordatevi del povero fornaretto).
In ricordo alla vicenda, fin dal 1507, sul lato sud della Basilica di San Marco ardevano due lumini rossi (ora due lampadine da 40 watt).
Qualcuno però crede che si riferiscano ad un'altra vicenda.